# Écomusée vivant de Provence
L'Eco-musée Vivant de Provence Ib Schmedes est un petit musée installé en France sur la commune de La Gaude, dans le département des Alpes-Maritimes.

## Présentation
Fondé par l'entomologiste Ib Schmedes, il est consacré à la faune et à la flore Provençale.
Il est composé d'un vivarium à l'intérieur d'un bâtiment (dit "la Coupole"), qui présente insectes, amphibiens et reptiles, principalement originaires du Sud de la France, ainsi que d'un petit jardin de plantes méditerranéennes à l'extérieur, où sont aussi aménagés quelques enclos pour reptiles de la région (couleuvres, lézards, tortues terrestres).
Sa vocation est de faire connaître la nature de Provence et Côte d'Azur, en particulier les animaux les plus méconnus et méprisés (reptiles, insectes...), et de sensibiliser le public à leur rôle écologique et à la nécessité de les protéger.
Depuis 1988, l'Eco-Musée Vivant de Provence Ib Schmedes accueille près de 2000 enfants et adultes chaque année et permet de faire découvrir les espèces caractéristiques de la Faune et de la Flore Provençale : Lézard Ocellé, Couleuvre Vipérine, Criquet Egyptien, Grenouille Rainette, etc. Autant d'espèces locales, vivant à nos côtés, et surprenantes par leur beauté et leur spécificités.